# Мейер-Хетлинг, Конрад
Ко́нрад Ме́йер-Хе́тлинг (нем. Konrad Meyer-Hetling) (15 мая 1901 года, Зальцдерхельден у Айнбека, Нижняя Саксония, Германская империя – 25 апреля 1973 года, там же) — немецкий учёный-аграрник, профессор, один из руководителей системы сельскохозяйственного обучения и аграрных исследований в эпоху Третьего рейха, начальник Планового отдела Главного штабного управления СС имперского комиссара по вопросам консолидации германского народа («Stabshauptamt des Reichskomissar für Festigung Deutschen Volkstums; StHA/RKFDF»), один из главных разработчиков Генерального плана «Ост», оберфюрер СС.

## Биография
Конрад Мейер-Хетлинг происходил из старинной крестьянской семьи. С 1911 по 1920 год он посещал реальную гимназию в Айзенбеке, с 1921 года изучал сельское хозяйство в университете Гёттингена, в 1926 году получил там же учёную степень кандидата наук за работу по генетике пшеницы. После этого был ассистентом в Институте растениеводства и селекции растений университета Бреслау, с 1927 года - ассистент в Институте растениеводства в Гёттингенского университета. В 1930 году защитил докторскую диссертацию по проблеме засухоустойчивости зерна по специальности «сельскохозяйственное растениеводство».
С 1930 по 1933 год Мейер-Хетлинг работал приват-доцентом в Гёттингенском институте растениеводства, читал лекции о сельскохозяйственных растениях и об основах селекции растений. В течение этого времени он также занимался основными проблемами землевладения и ведения сельского хозяйства.
1 февраля 1932 года он стал членом НСДАП, партийным оратором (Parteiredner) и руководителем доцентов (Führer der Dozentenschaft) в университете Гёттингена. В 1933 году был депутатом от НСДАП в городском совете. 20 июня 1933 года вступил в СС (членский номер 74 695). До 1935 года являлся также руководителем школы 51 полка СС.
Весной 1934 года Мейер-Хетлинг был назначен на кафедру земледелия и растениеводства университета Йены. Уже осенью того же года стал профессором Сельскохозяйственного факультета Берлинского университета и директором для него основанного Института земледелия и политики земледелия (Ackerbau und Landbaupolitik), в 1941 году переименованного в Институт сельскохозяйственной жизни и аграрной политики (Institut für Agrarwesen und Agrarpolitik).
Одновременно с конца 1933 года он был сотрудником Прусского министерства по делам образования и религии в Берлине, где возглавлял новый реферат «Общая биология, земледельческие, лесные и ветеринарные науки». Задачей этого реферата было реформирование обучения и исследований на этих специальностях. На этом посту Мейер-Хетлинг занимался главным образом проблемой реформирования системы сельскохозяйственного обучения. Основная программа его реформаторских предложений сводилась к сокращению в учебных планах количество лекций в пользу семинарских занятий. В 1935 году Министерство утвердило его предложения.
В 1936 году Мейер-Хетлинг стал вице-президентом Немецкого исследовательского сообщества (Deutschen Forschungsgemeinschaft). По его инициативе в 1935 году была основана «Исследовательская служба» («Forschungsdienst»), которая наподобие академии объединяла всех специалистов по сельскохозяйственным исследованиям в Германии. Сам Мейер-Хетлинг стал старостой этого учреждения, он же основывал его центральный печатный орган – журнал «Der Forschungsdienst», в котором публиковались обширные исследования по аграрной проблематике. Также Мейер-Хетлингу удавалось сконцентрировать в своих руках почти одну треть тогдашних исследовательских средств Имперского исследовательского совета по сельскохозяйственным наукам и общей биологии («Reichsforschungsrats im Bereich Landwissenschaft und Allgemeine Biologie»).
На своих постах Мейер-Хетлинг в значительной степени определял аграрно-научные учебные программы, содержание и организационную структуру сельскохозяйственного обучения в Германии, а также организацию исследования земледелия в Германии с 1935 до 1945 года.
После 1935 года Мейер-Хетлинг всё больше стал заниматься структурными проблемами исследования сельского жизненного пространства. В 1935 году он основал и до 1940 года руководил Имперским рабочим сообществом по исследованию жизненного пространства («Reichsarbeitsgemeinschaft für Raumforschung»). С 1936 по 1940 год он издавал ежемесячник «Исследование жизненного пространства и региональное планирование» («Raumforschung und Raumordnung»), с 1938 по 1945 год – также журнал «Новое крестьянство» («Neues Bauerntum»). В 1939 году Мейер-Хетлинг стал членом Прусской академии наук.
После начала Второй мировой войны на передний план его деятельности стали выступать вопросы планирования расселения и поселения. Весной 1940 года Мейер-Хетлинг стал сотрудничать с Главным имперским управлением безопасности (Reichssicherheitshauptamt; RSHA) по разработке первого варианта Генерального плана «Ост» по колонизации и освоению захваченных территорий на востоке (Польши, затем – СССР). В 1941 году он стал оберфюрером СС и был назначен руководителем Управленческой группы «С» (Amtsgruppe «C») и Планового отдела (Amt VI – Planung) Главного штабного управления СС имперского комиссара по вопросам консолидации германского народа («Stabshauptamt des Reichskomissar für Festigung Deutschen Volkstums; StHA/RKFDF»), ближайший сотрудник шефа этого ведомства Ульриха Грейфельта. На этой должности он отвечал за разработку «Генерального плана «Ост»». Работать над ним Мейер-Хетлинг продолжал примерно до весны 1943 (возможно до 1944 года), изменяя его сообразно пожеланиям рейхсфюрера СС Генриха Гиммлера.
Одновременно, с 1942 года Мейер-Хетлинг был уполномоченным по планированию поселений и нового сельскохозяйственного порядка у рейхсминистра продовольствия и сельского хозяйства, имперского руководителя крестьян и начальника Имперского управления по аграрной политики Рихарда Вальтера Дарре, а затем – Герберта Бакке.
В конце лета 1944 года Мейер-Хетлинг в качестве солдата был призван в войска Ваффен-СС. Прошёл обучение в школе юнкеров СС в Киеншлаге около Праги. В апреле 1945 года в качестве оберюнкера он был направлен на фронт в 10-ю танковую дивизию СС «Фрундсберг», действовавшей на советско-германском фронте, Мейер-Хетлинг служил там офицером связи, стал унтерштурмфюрером войск СС. После смерти Гитлера 30 апреля 1945 года Мейер-Хетлинг пешком отправился в Баварию в американскую зону оккупации. В мае 1945 года у Вайзенштайна на севере Баварии попал в американский плен.
20 октября 1947 года предстал перед Американским военным трибуналом в Нюрнберге на Процессе по делу расовых учреждений СС. На суде Мейер-Хетлинг говорил только о первоначальном, наиболее общем варианте Генерального плана «Ост» и вводил судей в заблуждение о сути и размахе его более поздних вариантов, которые были обнаружены лишь в 50-е и 70-е годы XX века.. Американский трибунал определил, что Генеральный план «Ост» Мейер-Хетлинг разрабатывал в соответствии со своими должностными обязанностями руководителя отдела планирования, что сам план не предусматривал совершения каких-либо преступлений, что Генеральный план «Ост» никогда не был принят, и не было предпринято ничего, чтобы реализовать предложения Мейер-Хетлинга. Суд подчеркнул, что он не несёт ответственность за политику Гиммлера на Востоке и не ответственен за те меры, которые он не предлагал.
В результате, суд оправдал его по 2 из 3 пунктам обвинения (преступления против человечности и военные преступления), признал виновным по третьему пункту обвинения (членство в преступной организации) и 10 марта 1948 года приговорил к 2 годам и 10 месяцам тюрьмы, после чего он был освобождён с учётом срока, проведённого в заключении.
С 1949 года Мейер-Хетлинг руководил семеноводческим хозяйством Римпау в Вольдагзене у Айнбека. В течение последующих лет опубликовал несколько трудов по проблемам выведения сортов, перенаселённости и глобальным вопросам питания. В 1956 году стал профессором Кафедры государственного планирования и исследования жизненного пространства на факультете садоводства и агрикультуры Ганноверского технического университета, где проработал до своего ухода на пенсию в 1968 году.